# Arenga undulatifolia
Az Arenga undulatifolia az egyszikűek (Liliopsida) osztályának pálmavirágúak (Arecales) rendjébe, ezen belül a pálmafélék (Arecaceae) családjába tartozó faj.

## Előfordulása
Az Arenga undulatifolia előfordulási területe Ázsia délkeleti részén levő szigetek. A következő szigeteken vannak őshonos állományai: a Fülöp-szigeteken, valamint az indonéziai Borneón és Celebeszen.

## Megjelenése
Levelei kétszeresen szárnyaltak. A virágzatok és a termések fürtökben lógnak. A törzséből szálak nőnek ki.

## Képek

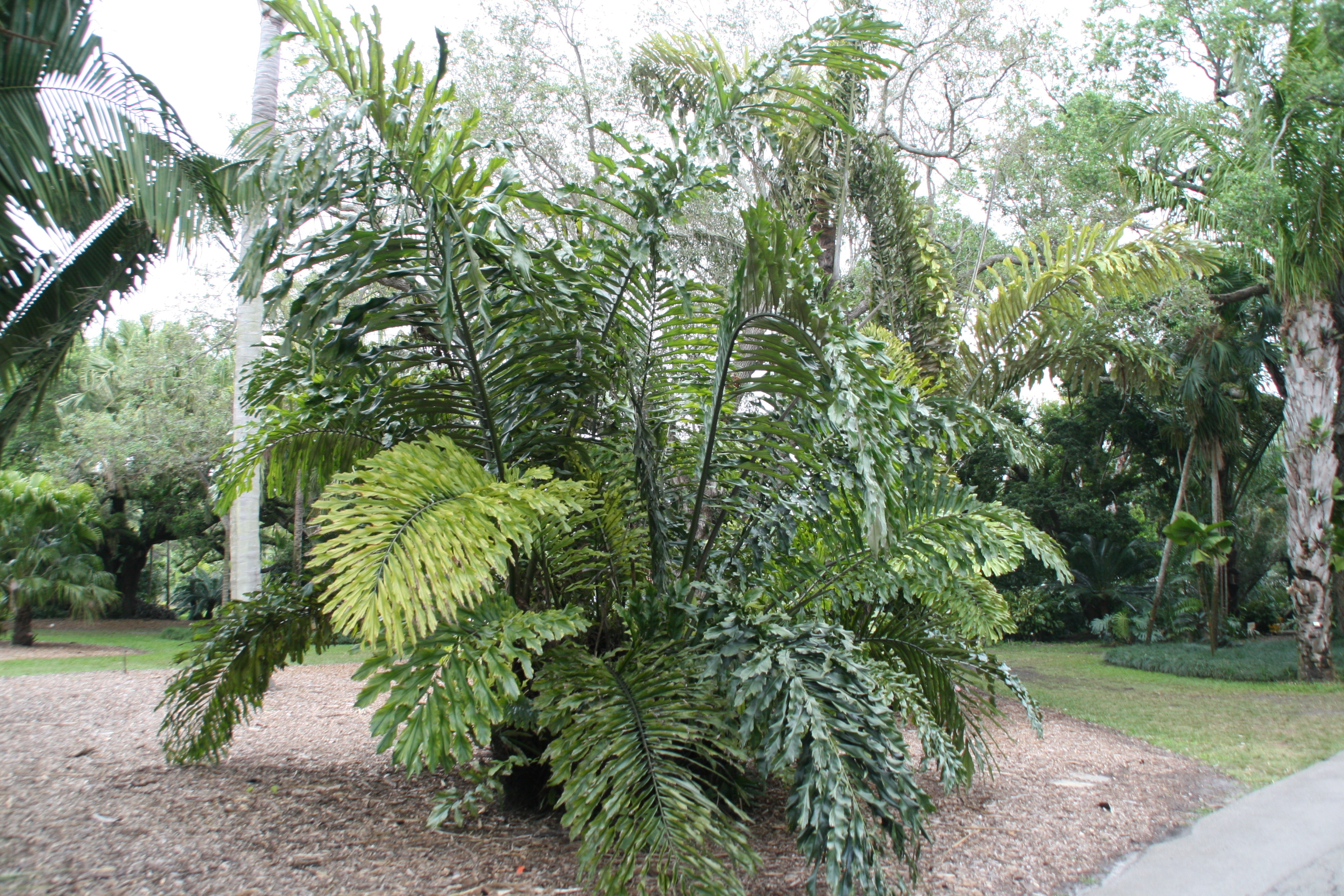
A növény
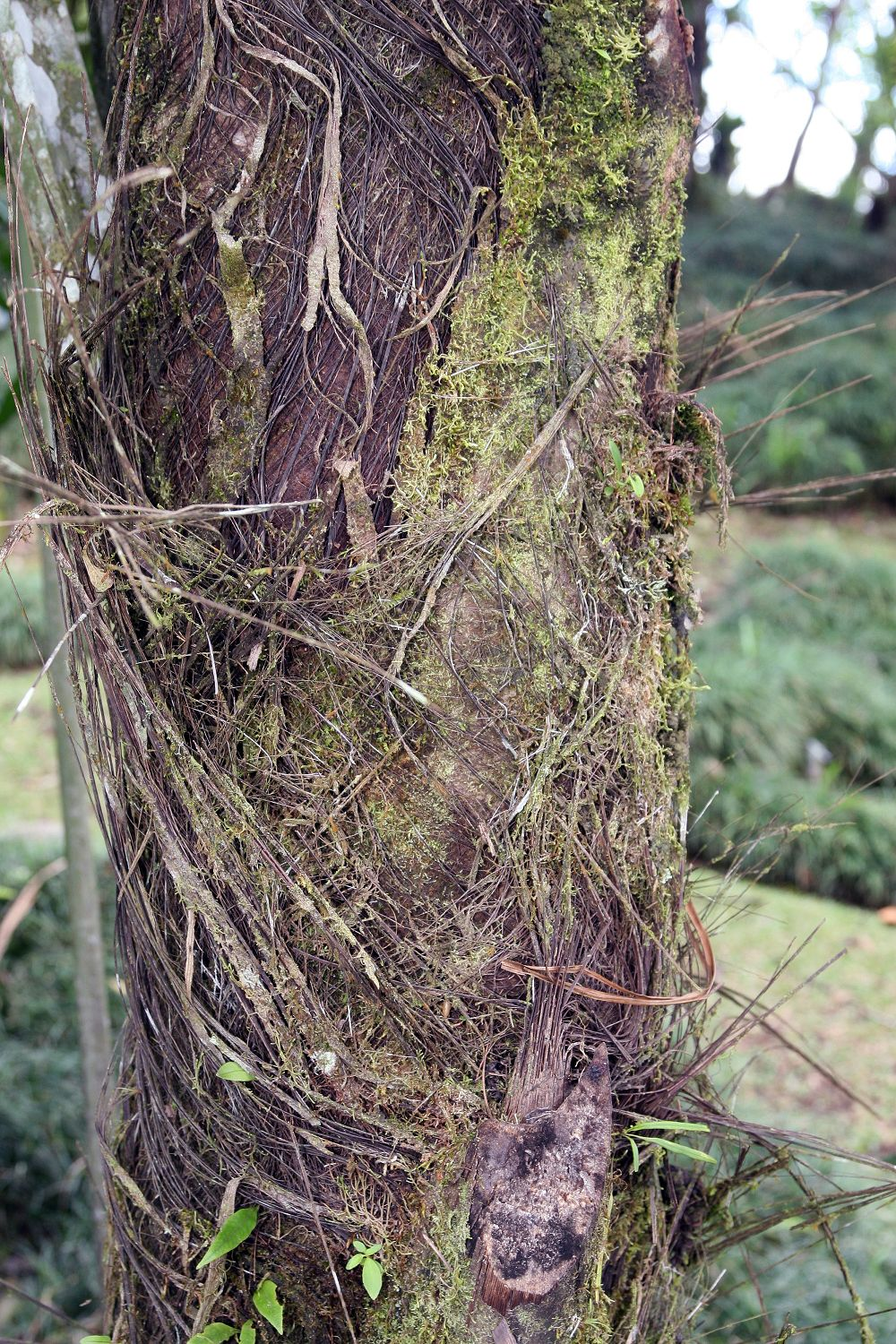
Törzse,
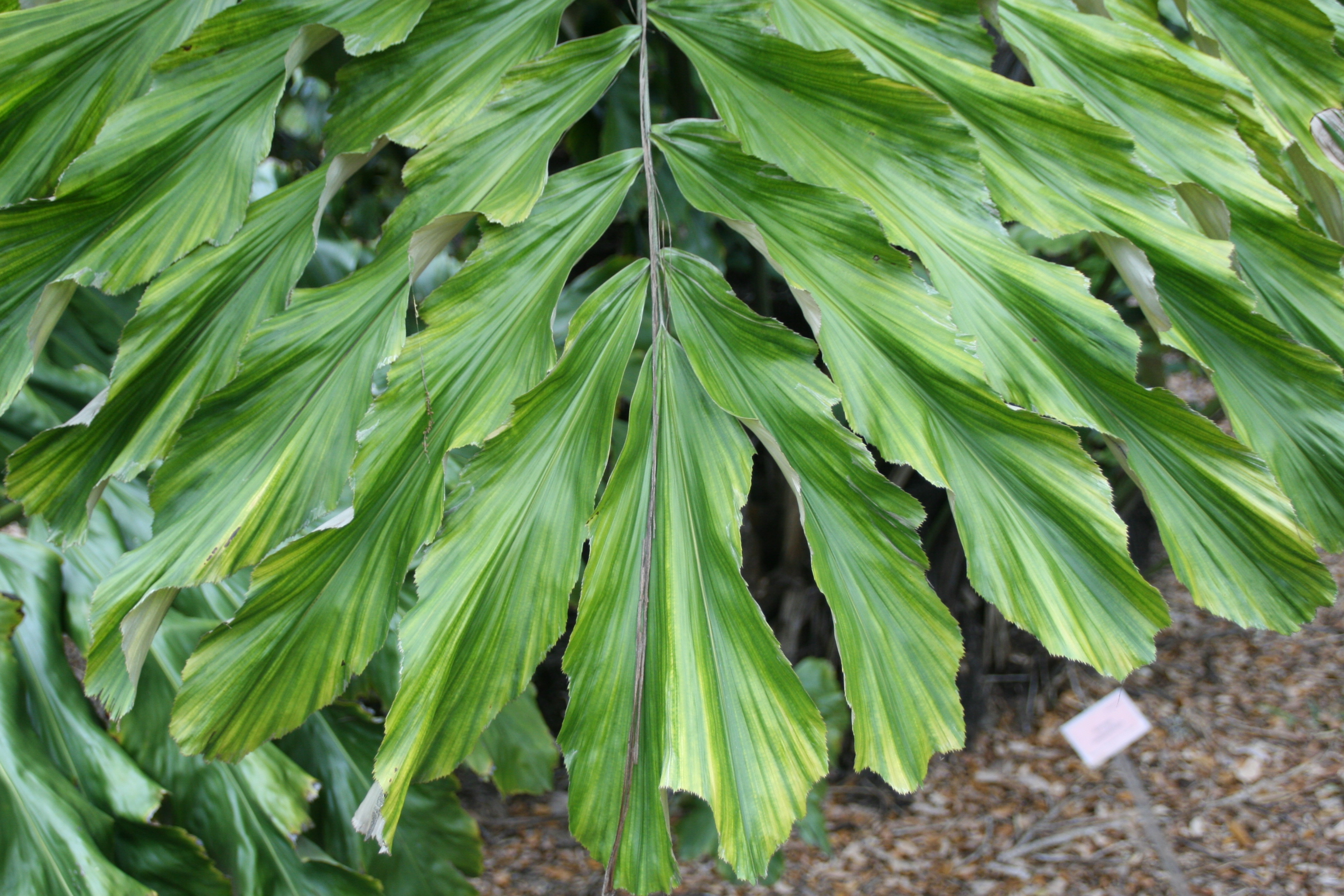
Levelei
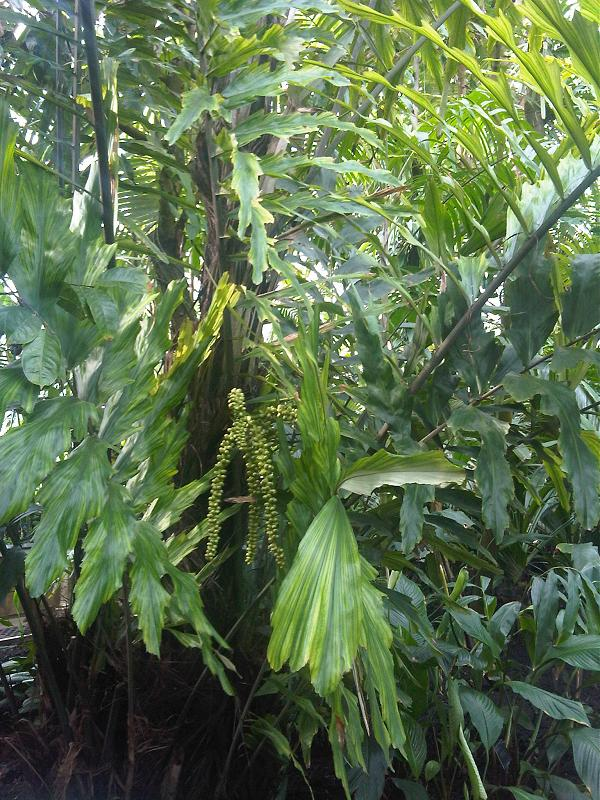
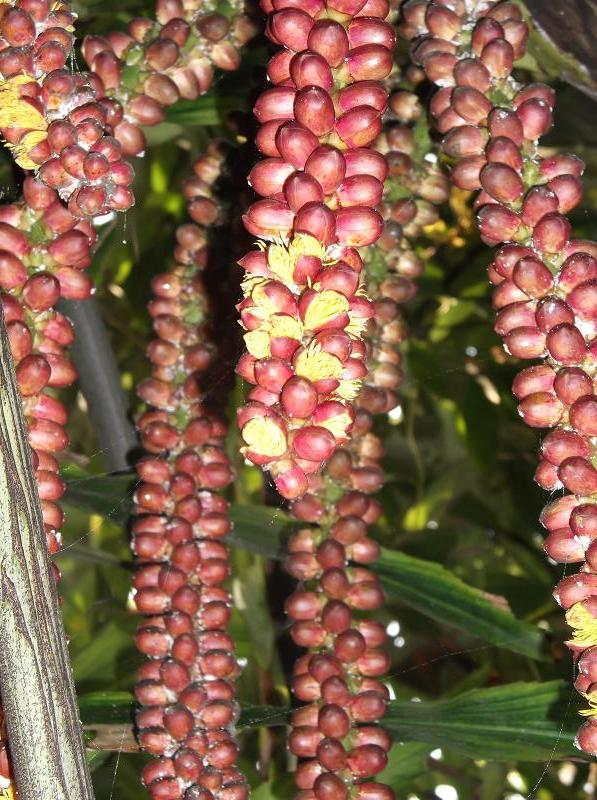
Az érett termései